# Diego Urcola

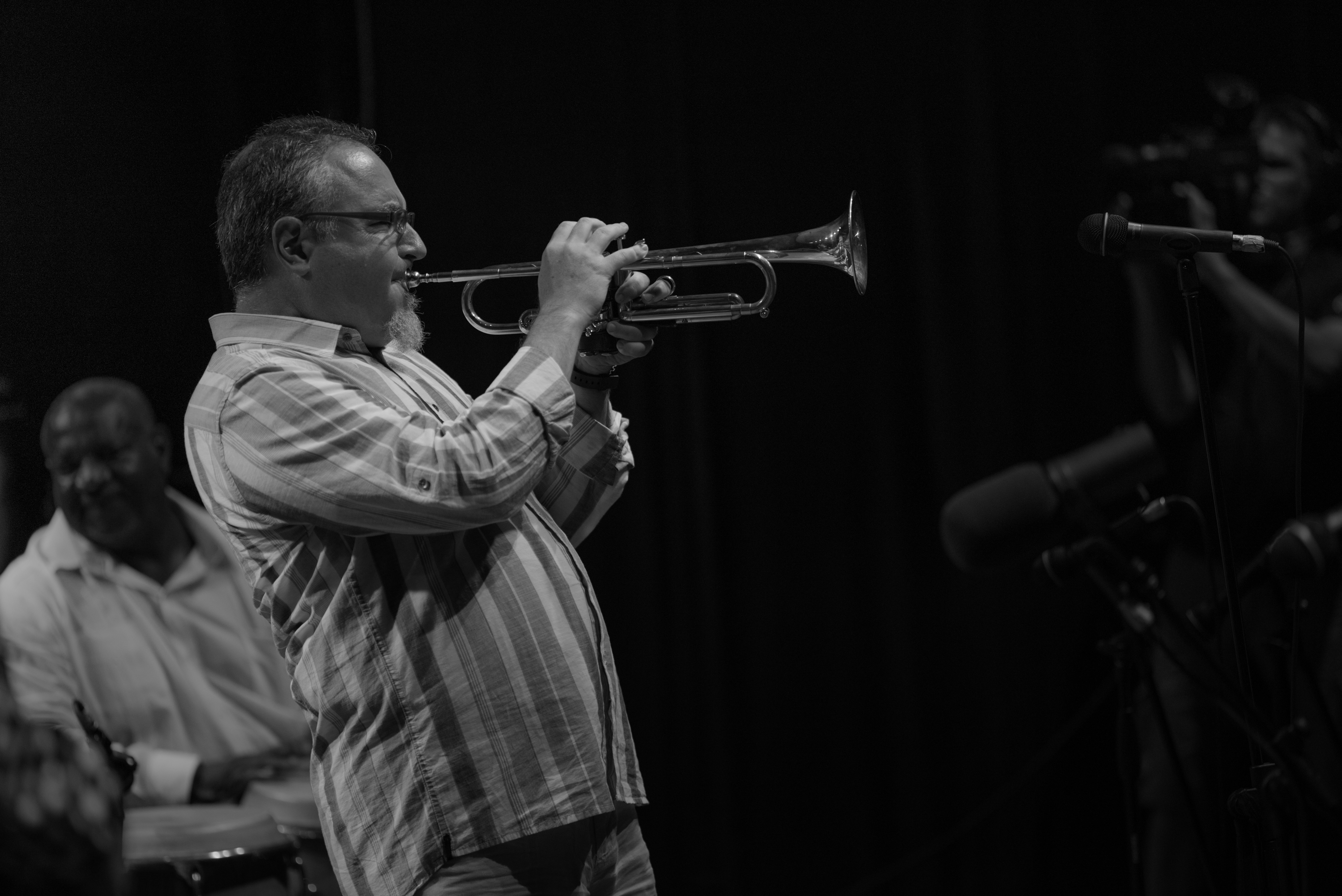
Diego Urcola beim International Jazz Festival of Punta del Este 2015

Diego Urcola (* 5. November 1965 in Buenos Aires) ist ein argentinischer Musiker (Trompete, Flügelhorn, auch Komposition) des Modern Jazz.

## Leben und Wirken
Urcola stammt aus einer Musikerfamilie; sein Vater ist Musiklehrer und spielte jede Woche mit seinen Freunden Jazz. Ab dem Alter von neuen Jahren erhielt er Unterricht an der Musikabteilung der Gemeinde Colegio, wo sein Vater Ruben als Direktor fungierte. Zunächst studierte er am Conservatorio Nacional de Musica in Buenos Aires. Nachdem er ein Stipendium für ein Auslandsstudium erhalten hatte, zog er nach Boston, wo er am Berklee College of Music studierte. 1990 erhielt er sein Diplom mit Schwerpunkt Jazz Performance. Bald darauf zog er nach New York, um dort seine Studien am Queens College fortzusetzen und in der dortigen Musikszene zu arbeiten. 1997 erwarb er den Master in Jazz Performance am Queens College in New York. Im selben Jahr erhielt Urcola den zweiten Platz beim Internationalen Thelonious Monk Jazz Trumpet Competition.
Mitte der 1990er-Jahre tourte er mit Slide Hampton und in dem von Dizzy Gillespie gegründeten United Nations Orchestra unter der Leitung von Paquito D’Rivera. Er arbeitete auch für kurze Zeit bei Wynton Marsalis, u. a. mit dem Lincoln Center Jazz Orchestra bei den Olympischen Spielen 1996 in Atlanta. Urcola ist seit 1991 Mitglied des Paquito D’Rivera Quintets und arbeitet seit 2004 regelmäßig mit dem Caribbean Jazz Project zusammen. Außerdem trat er mit Jimmy Heath und Dizzy Gillespie Alumni All Star Big Band auf.
Ab den 2000er-Jahren arbeitete Urcola u. a. mit Joe Henderson, Steve Turre (Sanctified Shells), mit der Carnegie Hall Jazz Band und mit Wayne Shorter für eine Fernsehsendung mit dem Titel The 2nd Annual Celebration of America's Music, die im TV-Sender ABC ausgestrahlt wurde. Ferner spielte er mit Milt Jackson und mit Jon Weber, war Mitglied der International Vamp Band, einer Gruppe, die vom Bassisten Avishai Cohen gegründet wurde. 2001 erhielt er im Quintett von D’Rivera einen Grammy; im folgenden Jahr nahm Urcola, der wieder mit D’Rivera zusammenarbeitete, an der Musikdokumentation Calle 54 teil. Es folgten Tourneen durch Europa, die USA und Lateinamerika als Calle 54 All Star Band.
Unter eigenem Namen legte Urcola eine Reihe von Alben vor, zunächst Libertango (1999); sein Album Soundances, das er in Buenos Aires mit dortigen Spitzenmusikern einspielte, wurde 2005 für den Grammy Award für das Beste Latin-Jazz-Album nominiert, ebenso seine Produktion Viva im Jahr 2007. Im Bereich des Jazz war er laut Tom Lord zwischen 1989 und 2023 an 63 Aufnahmesessions beteiligt, u. a. auch mit Dee Dee Bridgewater, Gladys Carbo, Freddie Bryant, Jason Lindner, Claudia Acuña, Danilo Perez, Guillermo Klein, Pablo Aslan, Chano Domínguez, Enrico Pieranunzi, David Weiss, Brian Lynch, Enrico Pieranunzi, Michel Camilo und Chucho Valdés. 2019 leitete Urcola ein Quartett, dem Francisco Figueras (Klarinette), Hamish Smith (Bass) und Franco Pinna (Schlagzeug) angehören. Zu hören ist er u. a. auch auf  Miguel Zenóns Album Golden City (2024).

## Diskographische Hinweise

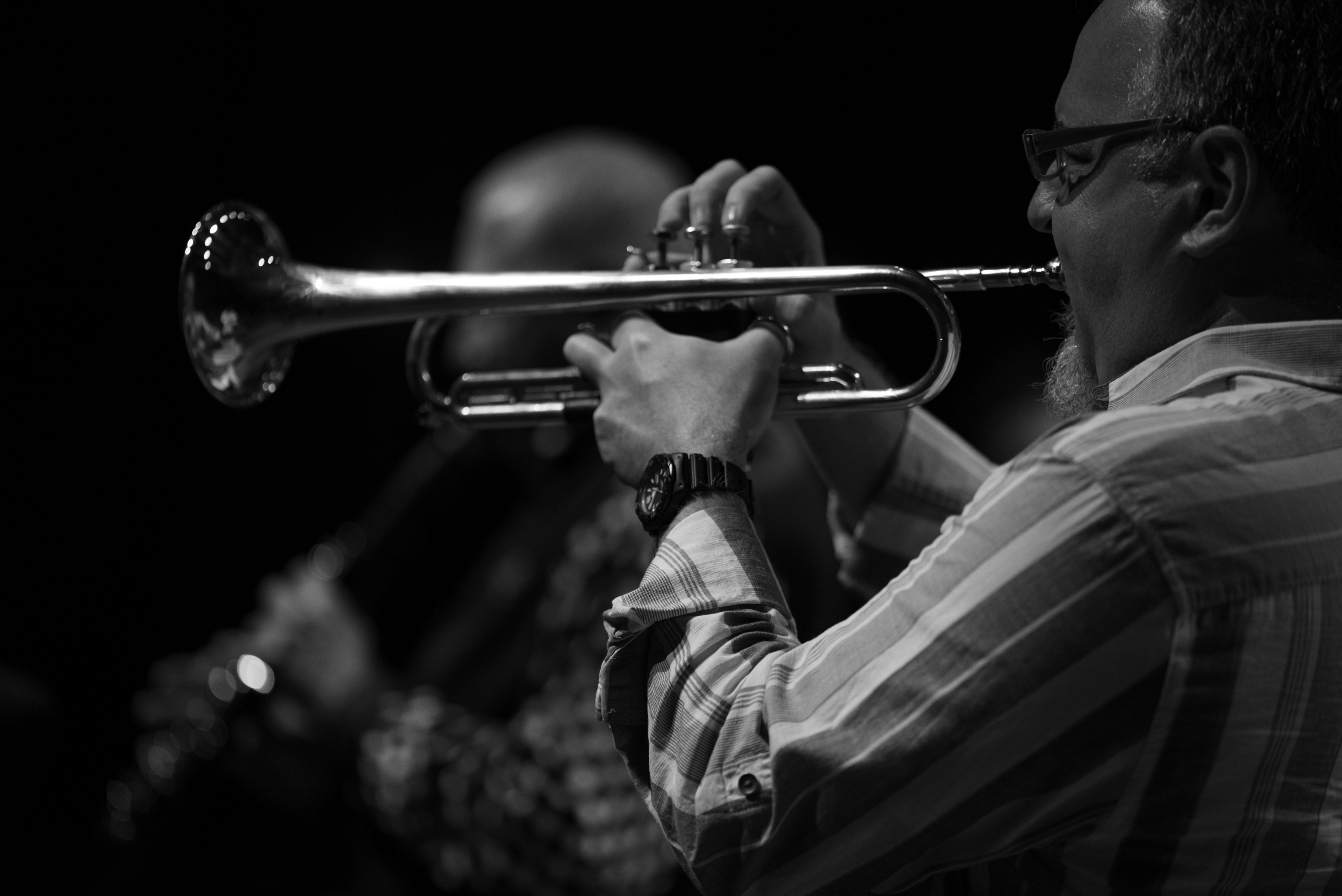
Diego Urcola beim International Jazz Festival of Punta del Este 2015

- Libertango (Fresh Sound Records, 1995), mit Chris Cheek, Raúl Jaurena, Edward Simon, Avishai Cohen, Adam Cruz, Abraham Rodriguez
- Soundances (Sunnyside Records, 2003), mit Guillermo Romero, Juan „Pollo“ Raffo, Juan Dargenton, Pepe Luna, Hernán Merlo, Willy González, Oscar Giunta, Mario Gusso
- Viva (CAM Jazz, 20045), mit Conrad Herwig, Paquito D’Rivera, Jimmy Heath, Dave Samuels, Edward Simon, Avishai Cohen, Antonio Sánchez, Pernell Saturnino, Emilia Urcola
- Appreciation (CAM Jazz, 2010), mit Yosvany Terry, Luis Perdomo, Hans Glawischnig, Eric McPherson
- Mates (Sunnyside, 2013), mit Avishai Cohen, Dave Samuels, Edmar Castaneda, Juan Dargenton
- Diego Urcola Quartet Featuring Paquito D’Rivera: El Duelo[4] (Paquito/Sunnyside, 2020)